# Frank Stäbler
Frank Stäbler (Böblingen, 27 de junio de 1989) es un deportista alemán que compite en lucha grecorromana.
Participó en tres Juegos Olímpicos de Verano, obteniendo una medalla de bronce en Tokio 2020, en la categoría de 67 kg, el quinto lugar en Londres 2012 (categoría de 66 kg) y el séptimo en Río de Janeiro 2016 (categoría de 66 kg).
Ganó cinco medallas en el Campeonato Mundial de Lucha entre los años 2013 y 2019, y tres medallas en el Campeonato Europeo de Lucha entre los años 2012 y 2020. En los Juegos Europeos de Bakú 2015 obtuvo la medalla de bronce en la categoría de 71 kg.

## Palmarés internacional
| Juegos Olímpicos   | Juegos Olímpicos           | Juegos Olímpicos  | Juegos Olímpicos |
| Año                | Lugar                      | Medalla           | Categoría        |
| ------------------ | -------------------------- | ----------------- | ---------------- |
| 2020               | Tokio (Japón)              | Medalla de bronce | 67 kg            |
| Campeonato Mundial |                            |                   |                  |
| Año                | Lugar                      | Medalla           | Categoría        |
| 2013               | Budapest (Hungría)         | Medalla de bronce | 66 kg            |
| 2015               | Las Vegas (Estados Unidos) | Medalla de oro    | 66 kg            |
| 2017               | París (Francia)            | Medalla de oro    | 71 kg            |
| 2018               | Budapest (Hungría)         | Medalla de oro    | 72 kg            |
| 2019               | Nursultán (Kazajistán)     | Medalla de bronce | 67 kg            |
| Juegos Europeos    |                            |                   |                  |
| Año                | Lugar                      | Medalla           | Categoría        |
| 2015               | Bakú (Azerbaiyán)          | Medalla de bronce | 71 kg            |
| Campeonato Europeo |                            |                   |                  |
| Año                | Lugar                      | Medalla           | Categoría        |
| 2012               | Belgrado (Serbia)          | Medalla de oro    | 66 kg            |
| 2014               | Vantaa (Finlandia)         | Medalla de bronce | 66 kg            |
| 2020               | Roma (Italia)              | Medalla de oro    | 72 kg            |